# Marina Romoli
Marina Romoli (Recanati, 9 giugno 1988) è un'ex ciclista su strada e pistard italiana.
È stata vice-campionessa mondiale in linea tra le juniores nel 2006. Nel 2010 un incidente durante un allenamento le ha fatto perdere l'uso delle gambe costringendola su una sedia a rotelle.

## Carriera
In forza al Gruppo Sportivo Potentia 1945 sin dalla categoria Giovanissimi, nel 2006 è stata medaglia d'argento nella prova in linea dei Campionati del mondo juniores di Spa. Nello stesso anno ha colto il medesimo piazzamento nella gara in linea dei campionati italiani di categoria; ai campionati nazionali su pista di Bassano del Grappa si è quindi classificata seconda nello scratch, quarta nel keirin e prima nella corsa a punti juniores.
È passata professionista l'anno successivo con la Menikini-Selle Italia – squadra diretta da Walter Zini e allora capitanata da Fabiana Luperini – rimanendovi fino alla metà del 2009, prima del trasferimento alla Safi-Pasta Zara. Nel primo anno da prof ha colto il decimo posto allo Sparkassen Giro di Bochum oltre che, su pista, la terza posizione nella corsa a punti e la quarta nella velocità ai campionati italiani di Dalmine.
Nel 2008 il miglior risultato è stato il terzo posto nel Grand Prix Elsy Jacobs in Lussemburgo; durante lo stesso mese di aprile aveva peraltro ottenuto la vittoria della sesta edizione del Trofeo Comune di Fermo, corsa riservata a juniores e Under 20. Nel 2009 è invece ottava nella prova in linea dei campionati italiani e decima agli europei, nonché terza in una frazione del Tour of Chongming Island e ottava al Gran Premio Comuni di Riparbella e Montescudaio.
Il 1º giugno 2010 è stata vittima di un grave incidente in allenamento in provincia di Lecco. Uscita per preparare il Grand Prix Ciudad de Valladolid, prova di coppa del mondo, in compagnia di altri due ciclisti dilettanti (il fidanzato Matteo Pelucchi e Samuele Conti), un'utilitaria le ha tagliato la strada rendendo inevitabile lo scontro, in cui la giovane ha sfondato il vetro laterale dell'automobile, ricadendo poi al di là del mezzo. L'impatto le è costato la perforazione di un polmone, 500 punti di sutura al viso e un trauma alla colonna vertebrale con la frattura di alcune vertebre, che la costringe sulla sedia a rotelle.
Ricordata dalle compagne durante tutto il Giro Donne 2010, durante la prova in linea dei campionati del mondo di Melbourne le otto italiane al via – Guderzo, Berlato, Bronzini, Callovi, Cantele, Carretta, Patuzzo e Tamanini – hanno portato ognuna su uno dei guanti una lettera che compone le parole "Marina Go"; all'arrivo Giorgia Bronzini, vincitrice del titolo iridato, ha disegnato con le dita la sagoma di un cuore dedicandolo alla compagna.

## Palmarès

### Strada
- 2008

Trofeo Comune di Fermo

### Pista
- 2006

Campionati italiani, Corsa a punti Juniores

## Piazzamenti

### Competizioni mondiali
- Campionati del mondo

Spa 2006 - In linea Juniors: 2ª

## Organizzazione di volontariato
A seguito dell'incidente che ha reso Marina costretta all'utilizzo di una sedie rotella, lei con altri collaboratori, hanno fondato la Marina Romoli Onlus: un'organizzazione di volontariato senza fini di lucro che ha lo scopo di finanziare la ricerca perché trovi una cura alla lesione del midollo spinale.
L'associazione è nata nel 2011 e aiuta economicamente giovani ciclisti rimasti invalidati a seguito di incidenti stradali per affrontare la riabilitazione e le cure molto costose e raccoglie fondi da destinare a progetti di ricerca sulle lesioni spinali. Tra i suoi testimonial conta importanti sportivi, tra cui in prima linea alcuni campioni delle due ruote.